# Любимовка (Софиевский район)
Любимовка (укр. Любимівка) — село,
Софиевский поселковый совет,
Софиевский район,
Днепропетровская область,
Украина.
Код КОАТУУ — 1225255107. Население по переписи 2001 года составляло 421 человек .

## Географическое положение
Село Любимовка находится на одном из истоков реки Водяная,
ниже по течению на расстоянии в 5 км расположено село Александро-Беловка.
Река в этом месте пересыхает, на ней сделана запруда.
Через село проходит автомобильная дорога Н-11.